# Utwory odnalezione
Utwory odnalezione – album studyjny polskiego wokalisty Kazika Staszewskiego. Płyta ukazała się 2 stycznia 2018 roku razem z książką „Kazik. Biała Księga” autorstwa Wiesława Weissa i stanowi jej integralną część.

## Lista utworów
| Nr | Tytuł utworu                            | Długość |
| -- | --------------------------------------- | ------- |
| 1. | „Jesteście z kamienia”                  | 5:51    |
| 2. | „Kazimierz”                             | 2:18    |
| 3. | „Krupp i Krauze”                        | 5:57    |
| 4. | „Makiks to jest mój krewny”             | 4:12    |
| 5. | „Synek Jerzy”                           | 3:35    |
| 6. | „To tamten pan”                         | 4:59    |
| 7. | „Krąży po kraju klątwa papieża”         | 11:28   |
| 8. | „To jest człowiek, który dał się kupić” | 4:45    |
|    |                                         | 43:05   |